# Johannes Kinský
Johannes Ferdinand Kinsky von Wchinitz und Tettau (7. srpna 1964 Řezno – 29. června 2008 Praha) byl německý ekonom a finančník původem z českého šlechtického rodu Kinských z Vchynic a Tetova. V českém podnikatelském a bankovním sektoru známý bankéř.

## Biografie

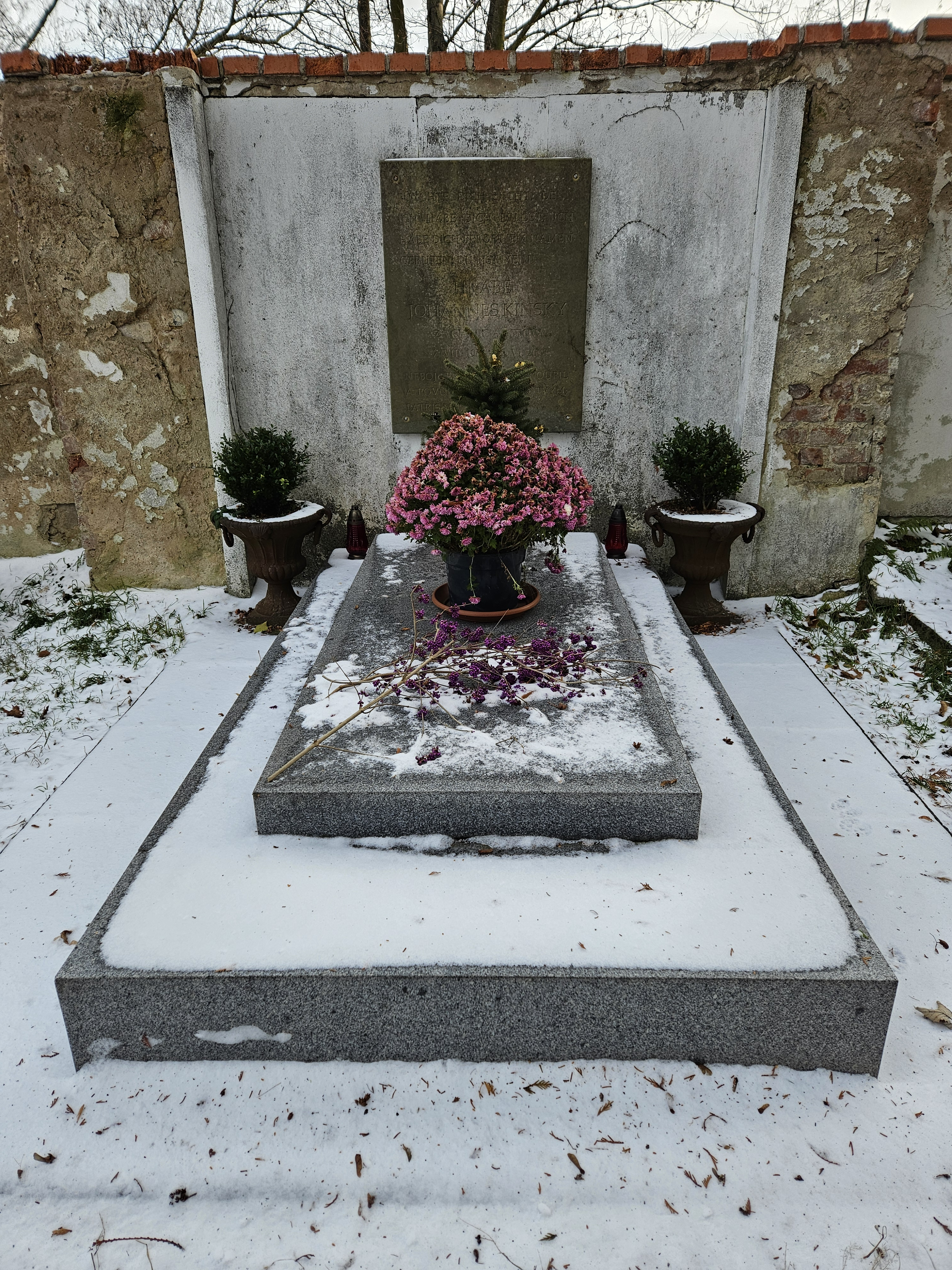
Hrob na Břevnovském hřbitově

Narodil se v Řezně jako Johannes Ferdinand Nikolas Maria Graf Kinsky von Wchnitz und Tettau. Jeho otec profesor Ferdinand Evžen Kinský pocházel ze starého českého rodu Kinských. 
Maturoval v Nice a na Institutu d'études politiques v Paříži studoval politické vědy, právo a finance. Poté pracoval v různých pozicích v Deutsche Bank a následně u JP Morgan pracoval v pozici vedoucího oddělení pro střední Evropu. Od roku 2007 byl členem představenstva Erste Group a podílel se na implementaci divize Podnikové a investiční bankovnictví (Group Corporate and Investment Banking). Krátce před smrtí byl jmenován předsedou dozorčí rady České spořitelny. 
V roce 2008 vydal knihu Ve velkém stylu. 
Johannes Ferdinand Kinsky von Wchnitz und Tettau zemřel v roce 2008 ve věku 43 let na infarkt. Je pohřben na Břevnovském hřbitově v Praze.

## Rodina
Dne 20. srpna 1989 se v rakouském Ernstbrunnu oženil s Esperance princeznou z Reuss-Köstritz (* 22. 7. 1962 Vídeň). Z jejich manželství se narodily tři děti:
- 1. Eleonore Marie (* 13. 5. 1991 Paříž), muzikoložka, studovala v Německu a ve Velké Británii, kurátorka a programová manažerka expozice v Rodném domu Antonína Dvořáka[6]
- 2. Anna-Elisabeth (* 5. 2. 1994 Paříž)
  - ⚭ (2021) Konrad von Rechberg und Rothenlöwen (* 12. 11. 1994 Schwäbisch Gmund)
- 3. Wenzel Ferdinand (* 14. 4. 1996 Paříž)